# Radio Swiss Pop
Radio Swiss Pop, precedentemente nota come Swiss Light, è una stazione radiofonica che parte del gruppo Swiss Satellite Radio. È stata lanciata nel 1998. Trasmette esclusivamente musica, in particolare quella pop degli ultimi 30 anni. La radio non ha speaker e le canzoni sono separate dai jingle.

## Loghi

Logo usato dal 2001 al 2014
Logo attuale